# ПП «Оліяр»
ПП «Оліяр» — підприємство з виробництва рафінованої соняшникової олії, найбільший виробник олії у Західній Україні. Офіс підприємства знаходиться у місті Львові, а виробничі потужності — у селі Ставчани, Пустомитівського району, Львівської області. До складу виробничих потужностей входять: олійноекстракційний завод, завод рафінації і дезодорації, цех фасування.

олійноекстракційний завод

Вхід на територію підприємства

Потужність заводу з виготовлення рафінованої олії — 300 тонн на добу. За потужністю виробництва компанія посідає 3-є місце в Україні серед виробників рафінованої соняшникової олії.

## Історія
Приватне підприємство «Оліяр» засноване у 2003 р. Засновник — Залізний Іван Іванович.
У 2005 році було проведено реконструкцію виробничих потужностей із рафінування та дезодорації соняшникової олії та налагоджено вінтеризацію (виморожування), фільтрацію і подальше фасування олії, а також побудований цех фасування олії у ПЕТ-тару.
Також компанія орендує сільгоспугіддя загальною посівною площею 25 000 га.
Компанія «Оліяр» у 2012 році розпочала будівництво нового олійноекстракційного заводу у селі Ставчани.
У вересні 2013 року заплановано запуск заводу. У цей період, підприємство почне переробку насіння ріпаку, а починаючи з листопада 2013 року, планується переробка сої.
28 серпня 2013 року від невиліковної хвороби помер засновник і власник підприємства — Залізний Іван Іванович.